# Copa LG

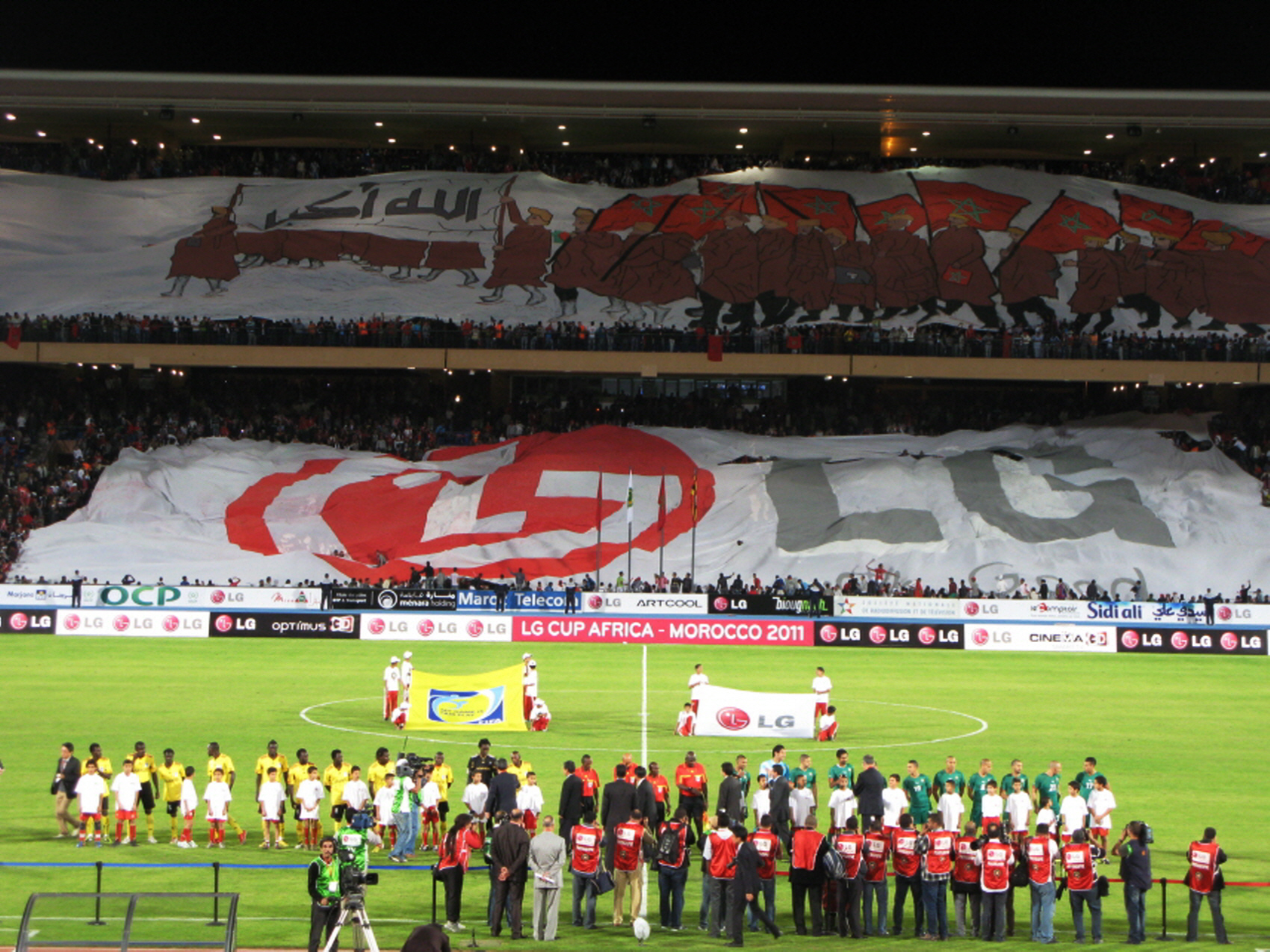
Copa LG de 2011, la última en ser celebrada

La Copa LG (LG Cup Four Nations Tournaments) fue un torneo anual de fútbol celebrado en distintos países de África y Asia hasta el 2011. Fue patrocinada por el grupo surcoreano LG con el fin de promover el nuevo nombre de la marca, que anteriormente era conocida como Lucky Goldstar.

## Ediciones
| Año  | País anfitrión         | Participantes                                                 | Sede(s)                               | Ganador                |
| ---- | ---------------------- | ------------------------------------------------------------- | ------------------------------------- | ---------------------- |
| 1997 | Túnez                  | - Túnez - Nigeria - Zambia - Camerún                          | Estadio Olímpico El Menzah            | Túnez                  |
| 1998 | Irán                   | - Irán - Jamaica - Hungría - Macedonia                        | Estadio Azadi                         | Hungría                |
| 1999 | Marruecos              | - Marruecos - Francia - Camerún - Guinea                      | Estadio Mohammed V                    | Francia                |
| 2000 | Irán                   | - Irán - Corea del Sur - Egipto - Macedonia                   | Estadio Azadi                         | Corea del Sur          |
| 2000 | Emiratos Árabes Unidos | - Emiratos Árabes Unidos - Corea del Sur - Australia - Kuwait | Estadio Al-Maktoum                    | Emiratos Árabes Unidos |
| 2001 | Egipto                 | - Egipto - Corea del Sur - Irán - Canadá                      | Estadio Internacional de El Cairo     | Corea del Sur          |
| 2001 | Irán                   | - Irán - Sudáfrica - Omán - Bosnia y Herzegovina              | Estadio Azadi                         | Irán                   |
| 2002 | Marruecos              | - Marruecos - Argelia - Irán - Venezuela                      | Estadio Mohammed V                    | Irán                   |
| 2002 | Irán                   | - Irán - Paraguay - Marruecos - Sudáfrica                     | Estadio Takhti                        | Irán                   |
| 2003 | Nigeria                | - Nigeria - Camerún - Irán - Ghana                            | Estadio Nacional de Abuya             | Nigeria                |
| 2003 | Irán                   | - Irán - Uruguay - Irak - Camerún                             | Estadio Takhti                        | Uruguay                |
| 2004 | Libia                  | - Libia - Ecuador - Nigeria - Jordania                        | Estadio 11 de Junio                   | Libia                  |
| 2005 | Egipto                 | - Egipto - Senegal - Uganda - Ecuador                         | Estadio Internacional de El Cairo     | Egipto                 |
| 2006 | Arabia Saudita         | - Arabia Saudita - Corea del Sur - Grecia - Finlandia         | Estadio Príncipe Faisal Fahad         | Arabia Saudita         |
| 2006 | Túnez                  | - Túnez - Uruguay - Libia - Bielorrusia                       | Estadio Nacional 7 de noviembre Rades | Uruguay                |
| 2006 | Jordania               | - Jordania - Irán - Irak                                      | Estadio Internacional de Amán         | Irán                   |
| 2011 | Kenia                  | - Kenia - Sudán - Camerún                                     | Estadio Nacional Nyayo                | Sudán                  |
| 2011 | Marruecos              | - Marruecos - Sudán - Camerún - Uganda                        | Estadio Nacional Nyayo                | Camerún                |